# Hemisorghum
Hemisorghum là một chi thực vật có hoa trong họ Hòa thảo (Poaceae).

## Loài
Chi Hemisorghum gồm các loài: